# Театр в Азербайджані

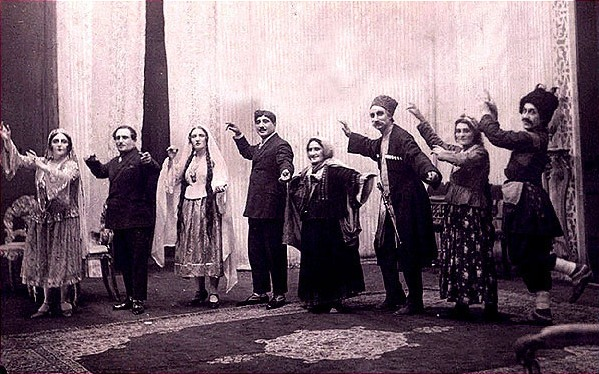
Сцена з комедії «Аршин мал алан» в Азербайджанському театрі опери та балету. Сезон 1928/29.

Азербайджанський театр (азерб. Azərbaycan teatrı) — театральне мистецтво азербайджанського народу.

## Історія
Витоки азербайджанського театрального мистецтва лежать у найдавніших народних святах і танцях

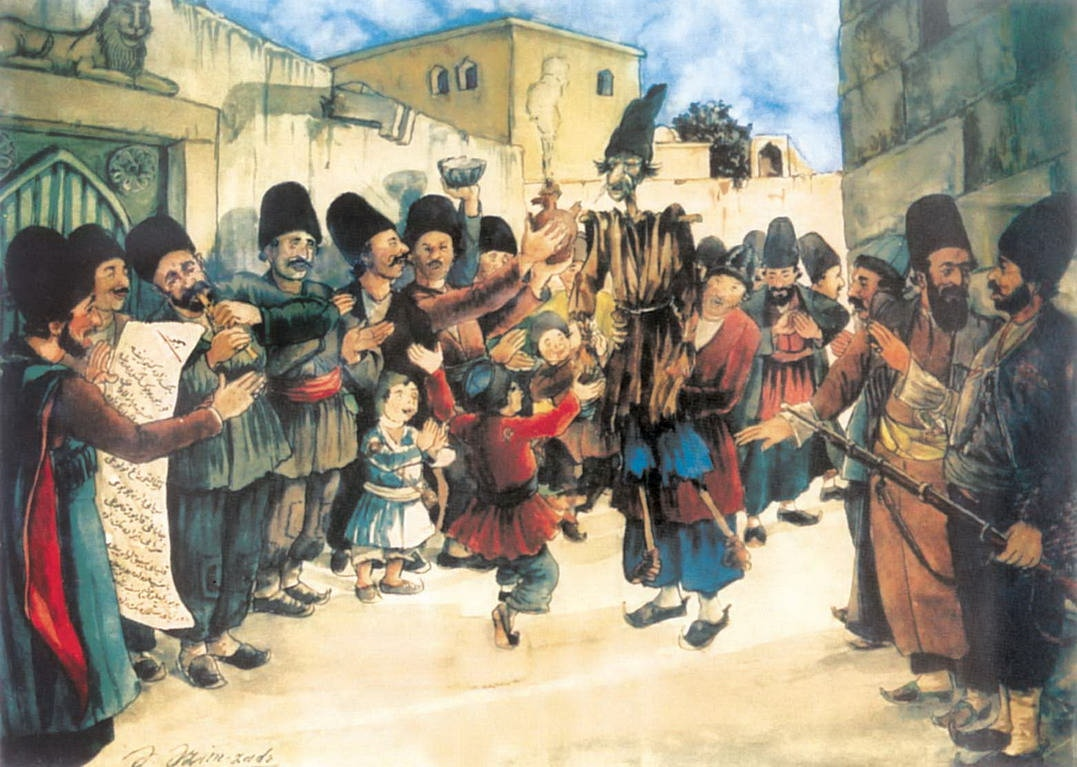
Народне уявлення «Кос-коса». Худ. А. Азімзаде, 1930.

Елементи театральної дії присутні в багатьох видах азербайджанського народної творчості — в іграх («гізлянпач» — хованки, «кесалдигач» — гра в поло), ігрових піснях («кепенек» — метелик, «беновше» — фіалка), у весільних обрядах («нишан» — заручення, «дуахгапма» — зняття вуалі з обличчя нареченої, «той» — весілля), календарних святах («новруз» — настання весни, «кев-седж» — підготовка до зими).
До первинних форм театральних вистав відносять колективний чоловічий танець «ялли», виступи скоморохів, кяндірбазів (канатохідців), мухрадуздів і мухребазів, вистави дервішів, «заклинателів» змій. Важливу роль у становленні народного театру Азербайджану зіграли широко відомі в народі театралізовані сцени «Коса-коса», «Гаравеллі», «Шах Селім», «Кеча пехлеван» («Лисий богатир»), «Джейран-ханум» («Пані Джейран»), «Марал оюну» («Оленяча гра»), «Кафтаркос» («Гієна»), «Хан-хан» («Повелитель — суддя»), «Тапдиг чобан» («Пастух Тапдиг»), «Тенбель Гардаш» («Брат ледар»). До древніх видів театральної культури Азербайджану відноситься ляльковий театр «Килим-арас» («Із-за килиму»), вистави якого висміювали потворні явища побуту, соціальна нерівність, несправедливість.
У середні століття широкого поширення набуває релігійно-містеріальний театр. До таких вистав відноситься театралізований обряд «Шабіха», який проводився зазвичай у траурний Мухаррам.

### Виникнення національного азербайджанського театру. Кінець XIX—поч. XX ст

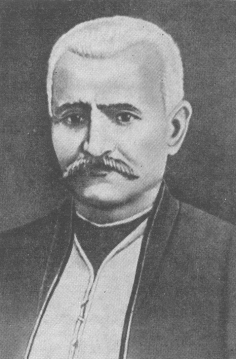
Мірза Фаталі Ахундов

Національний азербайджанський театр виник у другій половині XIX століття на основі комедій першого азербайджанського драматурга, видного мислителя і філософа Мірзи Фаталі Ахундова. Перший професійний театральний спектакль азербайджанською мовою був показаний 10 (23) березня 1873. Ініціаторами спектаклю були педагог реального училища Гасанбек Меліков-Зардабі) і учень училища Наджафкулібек Везіров. На сцені Бакинського громадського зібрання учні реального училища зіграли виставу за п'єсою М. Ф. Ахундова «Візир Лєнкоранського ханства». 17 квітня 1873 в тому ж залі Бакинського громадського зібрання був показаний другий спектакль — інша комедія М. Ф. Ахундова «Гаджі Кара» («Пригоди скнари») Після перших постановок організація професійного театру призупинилася, і якийсь час вистав у Баку не показували. Зардабі був зайнятий створенням газети «Екінчі», а Наджафбек Везіров поїхав вчитися до Росії. Відкриття у Шуші в 1881 році реальної школи, в 1894 році — початкової жіночої школи, а також відкриття музикознавцем Харрат Гулу музичної школи та залучення туди молодих співаків викликало інтерес до театру у місцевої інтелігенції. Так, з 1982 року у Шуші в дні літніх канікул молодими педагогами стали влаштовуватися аматорські вистави. У перші роки репертуар складався з творів М. Ф. Ахундова.

Газета «Нове огляд» 17 серпня 1884 писала: 
Днями молоді театрали-любителі Шуші втретє показали виставу на рідній мові з благодійними цілями. Спочатку була поставлена комедія «Мастаі-шах», потім — «Гаджі кара», а вчора — «Візир Лєнкоранського ханства». Незабаром збираються зіграти комедію «Мусьє Жордан». Всі вони написані відомим серед кавказьких мусульман Мірзою Фатаді Ахундовим.

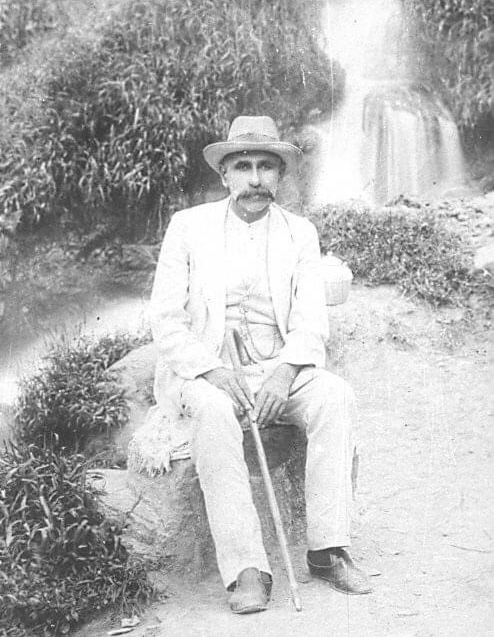
Гашим бек Везіров

Зростання числа любителів театру привів до появи молодих драматургів. У 1890-ті роки в аматорському гуртку молодих педагогів бере участь викладач рідної мови в російсько-татарської школі в місті Шуші Г. Везіров. У 1892 році поряд з п'єсами М. Ф. Ахундова любителі ставлять п'єсу Г. Везирова «Одружуватися — не води напитися». Цей спектакль був зірваний фанатично налаштованими віруючими, акторам довелося бігти через чорний хід. Мусульманське духовенство, яке вважало літературу і театр непристойним заняттям, стало перешкоджати проведенню вистав. Передова інтелігенція, що вступила в боротьбу з реакцією, у Шуші організовувала нові вистави. Влітку 1894 молодими педагогами з благодійною метою, було дано три вистави: «Гаджі Кара», «Мусьє Жордан, ботанік і дервіш, Масталі-шах, знаменитий чаклун», «Ведмідь, переможець розбійника». У 1895 році ці ж актори здійснили, нарешті, постановку Г. Везирова «Одружуватися — не води напитися». Успіх вистави відзначався в газеті «Тарджумен»:
З Шуші повідомляють, що 27 серпня молодь міста з благодійною метою показала спектакль. Була з успіхом зіграна комедія Г. Б. Везирова «Одружуватися — не води напитися»; збір вистави — 500 рублів був переданий у реальну школу. Князь Гасан хан преміював автора комедії срібним посудом; молодь же подарувала йому дорогу чорнильницю.
У 1896 році в Шуші була зіграна нова трагедія А. Ахвердова «Розорене гніздо». Режисером вистави був сам автор п'єси. У 1904 році любителі здійснили постановку «Отелло» В. Шекспіра. Перекладачем трагедії і виконавцем ролі Отелло був Г. Везіров. У московській газеті «Новини дня» про цю виставу було написано:
Вистава так сильно подіяв на глядачів, що в сцені смерті Дездемони вони не змогли стримати сліз. Як тільки закінчився спектакль, глядачі поспішили придбати переклад п'єси «Отелло». В антракті глядачі гаряче вітали перекладача п'єси, висловивши йому глибоке визнання.
До кінця XIX століття вистави азербайджанською мовою ставилися в провінційних містах — Нухе, Гянджі, Шемахе, Нахічевані та інших. Організаторами театральних постановок були послідовники ахундовської школи драматургії Наджаф-бек і Гашим-бек Везіров, Наріман Наріманов, Абдуррагім Ахвердов, Джаліл Мамедкулізаде, Сулейман Сані Ахундов.

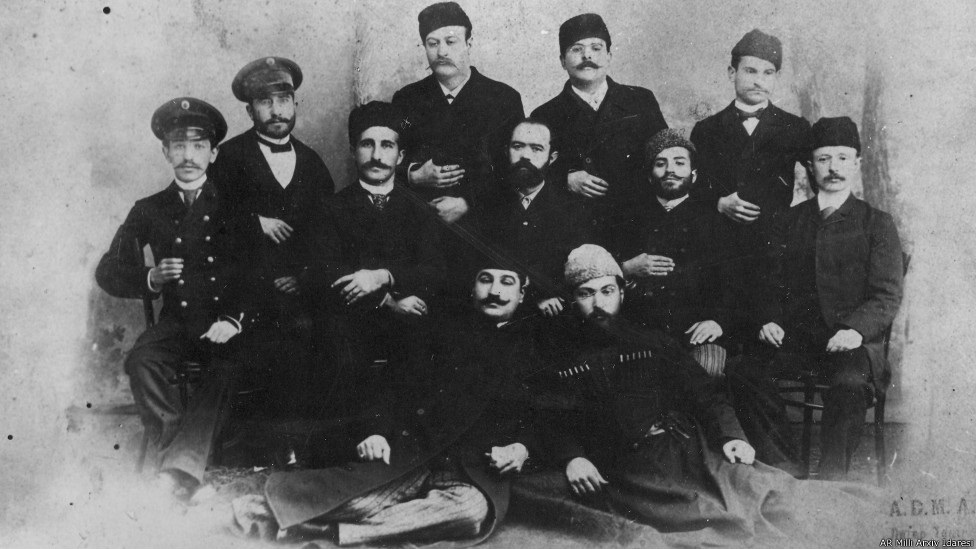
Театральна трупа під керівництвом Хабіб бея Махмудбекова, 1898 р.

У 1888 році в Баку за активної участі С. М. Ганізаде і Н. Наріманова була створена театральна трупа. У 1897 був сформований перший професійний колектив — «Мусульманська драматична трупа». Репертуар азербайджанського дореволюційного театру складався з творів азербайджанських драматургів (М. Ф. Ахундова, Н. та Г. Везірова, Н. Наріманова, А. Ахвердіева, Дж. Мамедкулізаде та ін), а також російських (М. В. Гоголь, І . С. Тургенєв, Л. М. Толстой) і західноєвропейських класиків (В. Шекспір, Шіллер, Ж. Б. Мольєр). З перших же років свого виникнення азербайджанський театр став центром поширення ідей освіти і демократії. У п'єсах «Горе Фахреддіна», «З-під дощу, та у зливу» Н. Везирова, «Розорене гніздо», «Нещасний юнак», «Ага Мухаммед-шах Каджар», «Чарівниця пері» («Пері Джаду») А . Ахвердіева, «Невігластво» і «Надир-шах» Н. Наріманова викривалися звичаї феодального суспільства, гніт і деспотизм поміщицьке-капіталістичного ладу, мракобісся і релігійний фанатизм.
Під впливом російської революції 1905—1907 Виникають нові театральні трупи, т. зв. «Товариства». У нафтовидобувних районах поряд з драматичними гуртками створюється спеціальна трупа при робітничій газеті «Текамюль» під назвою «Гамійет» для обслуговування глядачів-робітників. Вистави трупи давалися в салоні «Гранвіо» торгового пасажу.

У 1908 році при благодійному товаристві «Ніджат» була створена єдина драматична трупа, яка об'єднує таких професійних акторів, як Г. Араблінський, С. Рухулла, А. Велі. Трупа мала своє приміщення, гардероб, реквізит. Крім цього, трупа давала вистави в театрі Тагієва і в робітничих районах. Значними подіями в історії азербайджанського театру були вистави «Ага Мухаммед-шах Каджар» А. Ахвердіева (1907), «Коваль Гяве» С. Фрашері (1908), «Розбійники» (1907); «Мерці» Дж. Мамедкулізаде (1916), «Отелло» (1910), в яких прославився видатний актор і режисер Г. Араблінський, мистецтво якого було перейнято революційно-романтичним пафосом.
У цей час до репертуару азербайджанського театру увійшли п'єси «Гавей ахенгар» (С. Фрашері), «Біженці» (Шіллер), «Аль-Мансур» (Г. Гейне), «Отелло» (У. Шекспір), «Лікар мимоволі» (Ж. Б. Мольєр), «Ревізор», «Одруження» (Н. В. Гоголь), «Перший винокур» (Л. М. Толстой) та ін.
У 1919 році був створений Азербайджанський державний театр.

### Розвиток азербайджанського театру в радянський період
Після встановлення радянської влади в Азербайджані всі театри були націоналізовані, а їх репертуар став строго контролюватися владою. Уряд об'єднати розрізнені трупи, зарахував акторів на державну службу. Завдяки стабільній фінансовій підтримці держави національний театр отримує свій подальший розвиток. У 1920 році створюється Об'єднаний державний театр, що включав азербайджанську, російську, вірменську драматичні та оперні трупи. У 1922 році драматична азербайджанська трупа театру була перетворена в академічний драматичний театр. У 1920 році створюється російський сатир-агіттеатр, перетворений у 1923 році в Бакинський робітничий театр. У театрі ставилися мініатюри, огляди, пародії на злободенні суспільно-політичні та побутові теми. Поряд з цим, до репертуару включалися інсценування творів класичної літератури («Шинель» за М. В. Гоголю, «Будиночок у Коломні», «Казка про попа і наймита його Балду» за О. С. Пушкіну, «Великий інквізитор» за Ф. М. Достоєвському, «Маска», «Аптекарша» за Чеховим та ін). У 1921 році організований азербайджанський сатир-агіттеатр, на базі якого був створений у 1925 році Бакинський азербайджанський робітничо-селянський театр, перетворений в 1927 році в Бакинський тюркський робітничий театр. У 1928–1930 роках організований Азербайджанський театр юного глядача ім. М. Горького, а в 1938 році — Азербайджанський театр музичної комедії.
У 1922 році на основі трупи Тіфліського азербайджанського театру був створений Тіфліський азербайджанський драматичний театр імені М. Ф. Ахундова, що проіснував до 1947 року. У 1928 році азербайджанський театр був організований у Єревані — це був перший театр іншого народу на території Вірменії.

## Азербайджанський музичний театр

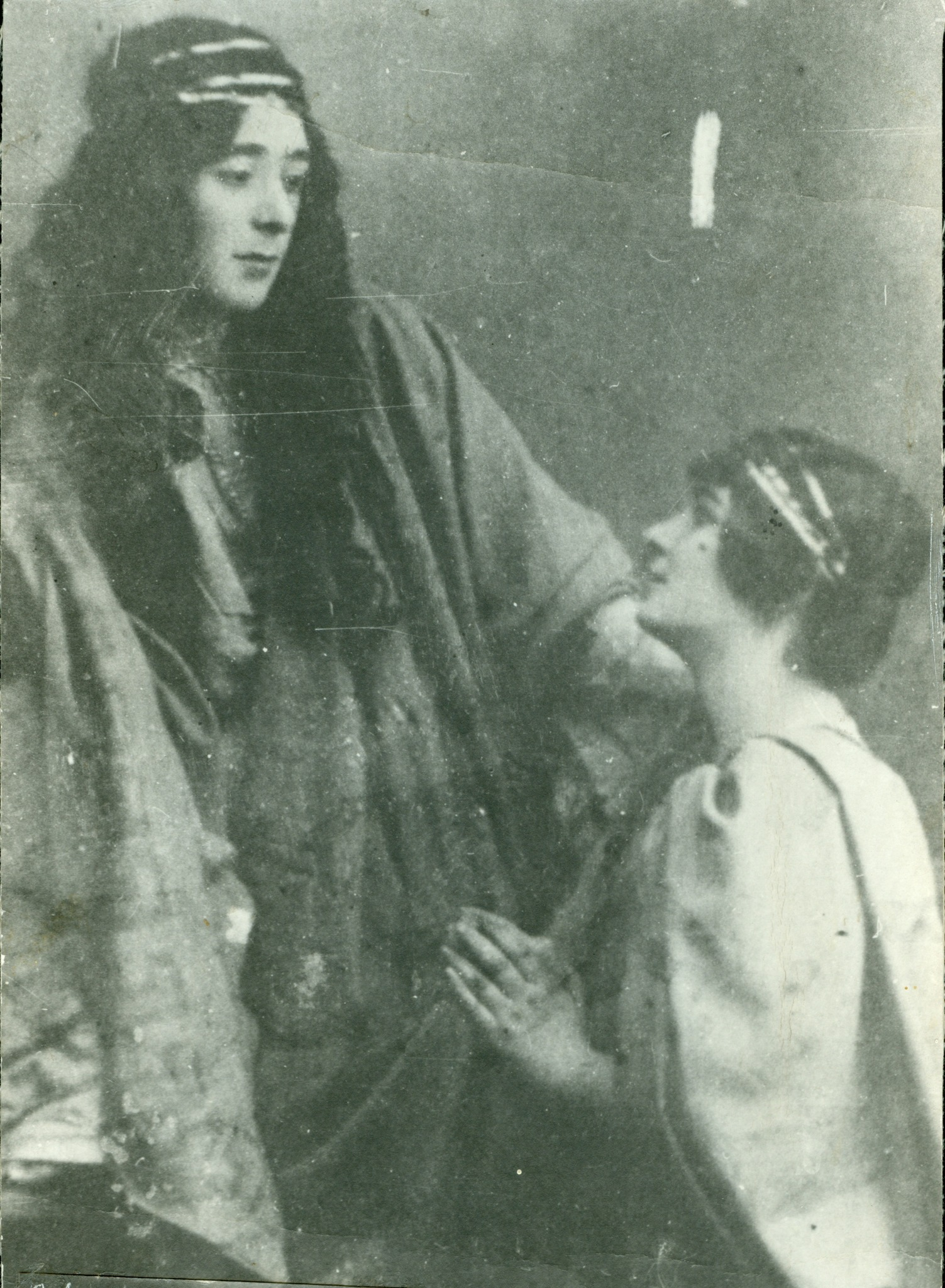
Ахмед Агдамський в ролі Лейлі. Опера «Лейлі і Меджнун».

Популярність театру в народі і розвиток азербайджанських народних інструментів сприяли формуванню нової форми театрального мистецтва — музичного театру. У 1897–1898 роках у Шуші і 1901–1902 роках в Баку були показані одноактні сценічні картини за поемами «Лейлі і Меджнун» Фізулі і «Фархад і Ширін» Навої. 12 січня 1908 в Баку була поставлена перша національної опера У. Гаджибекова «Лейлі і Меджнун». З цієї дати бере свій початок історія азербайджанського професійного музичного театру. Спочатку репертуар азербайджанського музичного театру складався з творів У. Гаджибекова, який створив у 1908—1913 роках опери «Лейлі і Меджнун», «Шейх Санан», «Рустам і Зохраб», «Шах Аббас і Хуршид Бану», а також музичні комедії «Чоловік і дружина», «Не та, так ця», «Аршин мал алан». Незабаром репертуар музичного театру збагатився новими творами З. Гаджибекова (опера «Ашик Гаріб» і музичні комедії «П'ятдесятирічний юнак», «Одружений холостяк»), оперою «Шах Ісмаїл» М. Магомаєва, музичними комедіями «Молла Джаба» і «Вур-а-вур» М. М. Кязімовского, оперою «Сей-фельмолк» М. Амірова та іншими.